# Симеон Бурев
Симеон Иванов Бурев е български фалшификатор, измамник и търговец.

## Биография
Симеон Бурев е роден на 20 август 1883 година в град Битоля, тогава в Османската империя.
През 1912 година заедно с Велко Станоев фалшифицират румънски банкноти.
В 1920 година Бурев, заедно със Никола Ризов, преговаря от името на Изпълнителния комитет на Македонските братства с Габриеле д'Анунцио за общи действия против Кралството на сърби, хървати и словенци.
През 1925 година Симеон Бурев, Никола Пецов и други организират нелегална печатница за фалшиви банкноти, така наречените „ботевки“. След разкритията на българските власти Бурев се укрива, но по-късно през 1928 година е заловен във Виена.
Смятан е за агент и сътрудник на Гестапо в периода на Втората световна война.
Осъден от Народния съд на доживотен затвор. Умира след април 1945 година.